# 青岛市广播电视台
青岛市广播电视台（英語：Qingdao Broadcasting System，简称QBS）是中华人民共和国山东省青岛市人民政府的直属事业单位，是一家集合广播、电视、报刊、网络等于一体的大型媒体集团，也是青岛市乃至山东省最大的综合媒体集团之一，总部（本馆）位于市北区宁夏路200号青岛广电中心。目前台长为朱铁一，总编辑刘吉，上一任台长为张相逢。
青岛市广播电视台既负责青岛市广播电视节目的制作播出，又负责影视制作、培养文化产业，并积极与国际媒体进行交流。QBS的节目覆盖青岛全市和周边地区，混合覆盖人口超过一千万。

## 概况
青岛市广播电视台（与青岛广电传媒集团同班异牌）是主营广播电视媒体及相关传媒娱乐业务（包括演艺、体育、技术服务与研发、传媒娱乐投资等）的大型媒体集团，旗下的广播电视媒体电视频道和模拟广播频率，每天电视日播出量182小时，广播日播出量144小时，同时开办有线数字付费电视、爱青岛IPTV业务；还主办和参股经营报纸、杂志和新闻网站、游戏公司以及音像出版等。
2019年1月，为迎接青岛市广播电视事业70周年，青岛广电启用全新企业识别系统，并发布全新愿景及口号：“创造更加美好的媒体世界”。

## 广播电视历史

### 广播电台
青岛市政府于1933年6月投资1万余元在朝城路7号青岛市教育局民众教育馆创办青岛首间无线广播电台，全天播音9 h，呼号为XTGM，频率930 kHz和900 kHz，波长340 m和333 m，发射功率100 W。日占时期，于1938年3月21日在贮水山路7号成立，用汉语和日语分时广播，发射功率50 W。1939年5月迁至民教馆电台房舍，并装500 W和50 W发射机各1部，分别于12月1日和10日开始播音。并于1940年更名为“青岛广播电台”，呼号XCDP，隶属于华北广播协会（華北放送協会）。
青岛广播电台于1942年更新发射机，并增大发射功率，同时开始收取广播收听费，第一套为汉语广播（频率：1150 kHz，全天播音13 h 50 min）、第二套节目为日语广播（频率7：00 kHz，全天播音12 h 15 min）。
中央广播事业管理处于1945年10月13日派员接管青岛广播电台，仍用500 W发射机播音，呼号变更为XRPC，原广播频率移频至1150 kHz，波长260.8 m，全天播音5 h 45 min。
青岛广播电台于1946年3月使用100W发射机在700khz（波长428.5m）开辟第二广播；同年美国海军在莱阳路建立广播电台，播报英语新闻和其他节目。广播收听费于1947年4月废除。1949年2月使用30W发射机开辟第三广播。
中国人民解放军青岛市军事管制委员会文教部在1949年6月2日接管位于朝城路7号的青岛广播电台，并更名“青岛人民广播电台”，当日20:30开始播音，当日播音员为杨洁（首位女播音员，亦为当时唯一一名播音员）。。设2套自办节目，发射机2部（功率为500W和100W）。电台于1954年将500W发射机改装为1kW发射机；1958年又自装3.5 kW机播出第一套节目，1kW机改播第二套节目；1971年自装7.5kW发射机以取代3.5kW发射机。
由于中央广播事业局于1977年指示要求用10 kW发射机全天转播中央人民广播电台第一套节目（即‘中国之声’），自办的另一套节目因而改用较小功率发射机；又于1978年增加一台10kW发射机转播山东人民广播电台节目；市台自办节目直至1979年9月得以改用改装完成的10 kW发射机。
青岛人民广播电台第一广播在1984年3月在107.6MHz开设调频频道。同时为服务听众，第一广播开始在深夜时段播放日本国际广播电台的中文、日语节目，以及中国国际广播电台的英语节目。1989年5月，青岛人民广播电台第一广播调幅频率由原本的1150kHz移至1377kHz。1992年10月5日开始筹建新的电台频道（实播频率：FM 104.1 MHz、AM 1251 kHz）；原的第二广播与第一广播合并。1993年2月1日在第一广播增加中国国际广播电台的朝鲜语节目播出时段。同年3月1日，“青岛经济广播电台”在AM1251kHz开播。同时，第一广播开始在每周二、四、六深夜时段播放韩国国际广播电台的中国语节目。1994年3月“青岛证券广播电台”通过AM 603 kHz开始试播，同年5月正式播出。青岛人民广播电台文艺广播于1995年2月试播，8月正式播出。
第一广播于1997年1月1日更名为“青岛人民广播电台新闻广播”。1999年12月28日成立交通广播筹备组，使用曾于1933年使用的调幅频率（900 kHz）试播，2000年2月28日正式播出。
青岛人民广播电台与北京人民广播电台、凤凰卫视联合主办的“青岛音乐体育广播”在2005年9月1日试播，并于当月15日正式播出。青岛人民广播电台文艺广播于2009年1月1日更改呼号为“青岛私家车广播”；同日，新闻广播在深夜播出的CRI、NHK、KBS外语节目停止播出，以纯音乐替代。

### 电视台
1970年5月，“青岛电视转播台”开始筹建，1971年9月14日建成开播，是中国建台较早的城市电视台之一。1976年1月1日更名为青岛电视台并开始播放自办节目。并于1980年启用DS-4频道播出自办节目。
1992年12月，“青岛有线电视台筹备组”成立。并于1993年5月1日正式开播。
“青岛电视二台”于1995年1月1日开播，结束了青岛只有一条自办无线电视台的历史。青岛电视二台成立时为独立编制，后于2000年并入青岛电视台，成为其下频道。
2001年，正逢青岛电视台成立30周年，青岛电视台更改台标（即现时使用的大写“QTV”台标）以及频道名称（青岛电视台（主频）→新闻综合频道；青岛电视二台→生活服务频道；青岛有线生活频道→电视剧频道；青岛有线综艺频道→电影频道；青岛有线体育频道→文体频道）。
电影频道和电视剧频道在2009年1月1日合并为“影视频道”；原电影频道被置换为财经资讯频道；文体频道置换为都市频道。
台标
自青岛电视台开播以来，共使用过三代台标
第一代 （1982～1994.12.31）
由灯塔，小青岛具象图案和QDTV英文组成，在播放开台片和整点时以白色图案出现，旁边为白色由臧克家（一说康生）题字的青岛电视台字样，1990年开始改为半透明QDTV字样在屏幕下方显示。
第二代（1995.1.1～2002.10.9）
此台标由“青岛”两个字汉语拼音的第一个字母“Q组成
。台标底色为蓝色，象征青岛的碧海蓝天，中间是汉语拼音字母“Q”的变形，象一只飞翔的海鸥。整体图案配色清爽，颇有海滨城市的地域特色。此标于2000.8停止在屏幕使用，后仍用于话筒直至2002年10月9日。
第三代（2000.8.1～）
此台标由QTV三个字母组成，其中Q为红色，象征中国，TV为蓝色，象征世界化的国际大都市青岛和胶州湾（注台标在2000年8月启用时原青岛电视台频道QTV1.2.3为透明仿CCTV风格，原青岛有线电视台456频道为上述样式加-4.5.6字样。

### 青岛市广播电视台时期
- 2009年12月23日，青岛市广播电视局改建为青岛市广播电视台，下设广播、电视、广电影视传媒集团等机构，并下辖城阳、崂山、黄岛广播电视中心。
- 2011年，“青岛党建电视频道”和“女性频道”开播。同年，新闻综合频道和影视频道开始常态化24小时播出。
- 2012年，电视财经资讯频道改为休闲资讯频道，女性频道改为MQTV移动频道。
- 2013年7月，新闻综合频道的高清版本开始在全市部分的有线电视系统和青岛联通IPTV播放。
- 2015年9月中旬，青岛市广播电视台在崂山举办首届观众见面会，此后每年9月中旬举办一次。
- 2015年12月，生活服务频道和影视频道开始高标清同播，高清版本开始在全市大部分地区的有线电视和青岛联通IPTV播出，但部分地区有线电视和青岛移动、青岛电信的IPTV只能提供标清版本。
- 2016年12月24日6点整，FM87.5经典音乐调频开始试播，25日正式播出。这是继FM915青岛音乐体育广播之后，青岛广电开办的第二条音乐广播信道，标志着青岛的音乐广播在类型化办台、差异化定位的方向上，向前迈出了实质性的一步。FM87.5经典音乐调频办公地点位于青西新区长江路的西海岸广播中心，采用目前国际通用的音乐广播专业设备RCS系统编辑播出设备，实现了音乐广播的科学排单和自动播出，有效地减少了人力资源，实现了音乐广播的柔性衔接，极大地提高了节目的播出质量。
- 2018年6月2日，由中共青岛市委宣传部和青岛市广播电视台制作、出品的城市形象宣传片《倾倒世界·中国青岛》通过旗下六套电视频道、两个融媒体应用程式（蓝睛、爱青岛）、两微一端以及各大主流视频平台发布。该片时长6分15秒、以超高清电视标准拍摄，主题为“一次盛会改变一个城市”。2019年4月，为迎接在青岛举行的庆祝人民海军成立70周年多国海军活动，青岛市广播电视台对上宣传片进行重新剪辑、制作成新版宣传片《中国·青岛》，通过旗下六套电视频道不定时播出。
- 2018年6月1日，青岛广电与央广视共同使用的音乐广场上合组织青岛峰会临时演播室正式交付，并于峰会前夕正式启用。演播室将分别提供给中央广播电视总台新闻中心、中国环球电视网和青岛广电新闻中心使用。音乐广场演播室位于音乐广场最东侧，紧邻大海，与上合组织青岛峰会主会场隔海相望。演播室主体结构为钢结构，共设置4座演播室，每个单体面积为195.7平方米，总占地面积为900平方米。演播室造型设计灵感来源于帆船，十分具有青岛特色，四座演播室的玻璃幕墙，与对面的上合组织青岛峰会主会场相呼应，通过玻璃幕墙可以看到会场的实时画面，作为直播的现场背景。
- 2018年7月4日，无线电视频道QTV-1由标清（576i）升级至高清（1080i），为山东省第一条高清地面数字电视频道。
- 2018年9月15日，结合青岛电视台建台47周年纪念日，电视新闻综合频道(QTV-1)实施全面改版，以全新的姿态和视角呈现在岛城广大观众面前。今次改版，是新闻综合频道近年来改版幅度最大的一次，包括：调整多档新闻节目播出时间、新闻综合频道全面改为高标清同播、台标右侧增加“蓝睛”字样，且新闻画面布局全面改为16：9格式（在此之前画面布局为4：3格式，以兼顾新闻节目在模拟信号的播出），但新闻节目包装仍旧没有较大变化。[4]
- 2019年1月，为迎接青岛广播电视事业70周年，青岛市广播电视台新版台标正式开始在台内全面使用。此后，新版台标也开始在电视画面上小范围使用。同月起，电视4、5、6套全面改为高标清同步播出。[5]
- 2019年2月18日，为贯彻落实山东省“担当作为、狠抓落实”工作动员大会精神，根据市委市政府有关部署要求，以舆论监督推动重点工作落实，QBS成立舆论监督部，并开通舆论监督热线和广播、电视新闻舆论监督专栏《今日聚焦》[註 1]，聚焦市委市政府中心工作，发挥媒体优势，切实做好舆论监督报道引导工作，以监督促进工作落实，确保中央、省、市各项决策部署落地生根、开花结果。[6]
- 2019年5月28日，经过前期筹备和建设，青岛广电影视传媒产业园区于当天正式投入运营。从即日起，青岛广电影视传媒集团从青岛国际动漫园迁至市北区龙城路39号二十二世纪大厦23楼[註 2]，集团各部门办公电话不变。此后，青岛广电影视传媒集团的下属各公司也陆续迁入青岛广电产业园区。
- 2019年7月，新闻广播改为综合广播，同时为扩大覆盖范围和效果，在崂顶增设差转频率103.6 MHz，作为107.6 MHz的并行频率。

## 下属频道

### 电视频道

青岛电视台台标

| 頻道名稱     | 语言                   | 广播格式                    | 啟播時間                                                                           | 节目制作/编播机构                                                | 频道前身                                                                                       | 備註                                                | 備註 |
| 新闻综合频道 | 普通话                 | SD: PAL 576i 16:9 HD: 1080i | 标清版：1971年9月14日 高标清数模同播：2007年12月30日 高标清16:9同播：2018年9月15日 | 青岛广电新闻中心（新闻节目） QBS影视剧中心（电视剧）             | 青岛电视转播台 青岛电视台                                                                      | 开播初期在第4频道                                   |      |
| 经济生活频道 | 普通话、青岛话（部分） | SD: PAL 576i 16:9 HD: 1080i | 开播：标清版：1995年1月1日 高标清16:9同播：2015年12月31日                          | 生活服务频道节目中心、青岛广电新闻中心（代表之声及委员论坛节目） | 青岛电视二台 青岛电视台生活服务频道                                                            |                                                     |      |
| 影视频道     | 普通话                 | SD: PAL 576i 16:9 HD: 1080i | 标清版：1993年5月1日 高标清16:9同播：2015年12月31日                                | 青岛广电影视传媒集团                                             | 青岛有线一台 青岛有线生活频道 青岛电视台电视剧频道                                             |                                                     |      |
| 文化娱乐频道 | 普通话、青岛话（部分） | SD: PAL 576i 16:9 HD: 1080i | 标清版：1993年5月1日 高标清16:9同播：2019年1月                                     | 休闲资讯频道节目中心、青岛广电影视传媒集团                       | 青岛有线二台 青岛有线综艺频道 青岛电视台电影频道 青岛电视台财经资讯频道 青岛电视台休闲资讯频道 |                                                     |      |
| 体育休闲频道 | 普通话                 | SD: PAL 576i 16:9 HD: 1080i | 标清版：1993年5月1日 高标清16:9同播：2019年1月1日                                  | 都市频道节目中心                                                 | 青岛有线三台 青岛有线体育频道 青岛电视台文体频道 青岛电视台都市频道                            |                                                     |      |
| 教育频道     | 普通话                 | SD: PAL 576i 16:9 HD: 1080i | 2002年1月1日                                                                       | 青岛广电影视传媒集团                                             | 青岛有线图文信息频道 青岛电视台图文信息频道 青岛电视台公共频道 青岛电视台青少旅游频道          | 2009年后由青岛广电影视传媒集团全资拥有，但播控在QBS |      |
| 图文频道     | 普通话                 | SD: PAL 576i 16:9 HD: 1080i | 标清版：2011年7月1日 高标清16:9同播：2019年1月1日                                  | 青岛广电新闻中心                                                 | 青岛电视台党建频道 青岛电视台图文·党建频道                                                     |                                                     |      |

### 广播频率
| 单位                                               | 部门                                               | 播出呼号                                        | 调频/FM (MHz) | 调幅/AM (kHz) | 试播日期       | 正式开播日期   |
| -------------------------------------------------- | -------------------------------------------------- | ----------------------------------------------- | ------------- | ------------- | -------------- | -------------- |
| 青岛市广播电视台                                   | 广播综合频率                                       | 青岛新闻综合广播                                | 103.6 107.6   | 1377 819      | -              | 1949年06月02日 |
| 青岛市广播电视台                                   | 广播综合频率                                       | 青岛城市新生活广播                              | 101.1         | -             | 2016年11月     |                |
| 青岛市广播电视台                                   | 广播经济频率                                       | 青岛经济广播                                    | 102.9         | 1251          | 1992年10月5日  | 1993年03月01日 |
| 青岛市广播电视台                                   | 广播经济频率                                       | 青岛长书广播（快乐603）                         | 087.9 102.5   | 0.603         | 2005年07月11日 |                |
| 青岛市广播电视台                                   | 广播文艺频率                                       | 青岛私家车广播（私家车964）                     | 096.4         | 1 008         | 1995年02月     | 1995年08月     |
| 青岛市广播电视台                                   | 广播交通频率                                       | 青岛交通广播                                    | 089.7         | 0.900         | 1999年12月28日 | 2000年02月28日 |
| 青岛市广播电视台                                   | 广播音体频率                                       | 青岛音乐体育广播                                | 091.5         | -             | 2005年09月01日 | 2005年09月15日 |
| 青岛市广播电视台                                   | 广播音体频率                                       | 青岛摩登音乐调频                                | 105.8         | -             | 2016年12月24日 |                |
| 青岛市广播电视台                                   | 广播故事频率                                       | 青岛故事广播（牵挂952）                         | 095.2         | 1008          | 2006年12月18日 |                |
| 青岛市城阳区广播电视台                             | 青岛市城阳区广播电视台                             | 青岛爱车广播（爱车940）                         | 094.0         |               |                |                |
| 青岛西海岸新区融媒体中心（青岛市黄岛区广播电视台） | 青岛西海岸新区融媒体中心（青岛市黄岛区广播电视台） | 青岛西海岸综合广播                              | 092.6         |               | 1994年12月31日 | 1995年06月28日 |
| 青岛西海岸新区融媒体中心（青岛市黄岛区广播电视台） | 青岛西海岸新区融媒体中心（青岛市黄岛区广播电视台） | 青岛西海岸交通广播                              | 095.7         |               | 1979年7月      | 1980年01月     |
| （附）即墨区融媒体中心综合广播-即墨新闻交通广播    | （附）即墨区融媒体中心综合广播-即墨新闻交通广播    | （附）即墨区融媒体中心综合广播-即墨新闻交通广播 | 101.7         |               |                |                |
| （附）胶州广播电视台综合广播-胶州私家车广播        | （附）胶州广播电视台综合广播-胶州私家车广播        | （附）胶州广播电视台综合广播-胶州私家车广播     | 087.5         |               |                |                |
| （附）平度人民广播电台                             | （附）平度人民广播电台                             | （附）平度人民广播电台                          | 101.1         |               |                |                |
| （附）莱西人民广播电台                             | （附）莱西人民广播电台                             | （附）莱西人民广播电台                          | 100.7         |               |                |                |

#### 控股企业下属频道
青岛广电无线传媒集团股份有限公司
- MQTV-公交：移动电视公交频道（无线播出）
- MQTV-地铁：移动电视地铁频道（无线播出）
- MQTV-的士：移动电视的士频道（无线播出）
- MQTV-黄岛：在黄岛区播出的公交频道（以录播形式播出）

青岛广电中视文化有限公司
- 中华美食频道（数字付费频道）

## 现有节目
新闻综合频道：《青岛新闻》、《今日+》、《晚间新闻》、《文化青岛》、《行风在线》、《问政青岛》、《劳动者》、《岛城先锋》、《岛城119》、《文化青岛》、《青岛国防》
经济生活服务频道：《新财经》、《生活在线》、《生活天天秀》、《生活快线》、《新说法》、《手术现场直击》、《健康青岛》、《第一健康》、《健康在线》、《大医精诚》、《代表之声》、《委员论坛》
影视频道：《新青岛》、《栈桥故事会》
休闲资讯频道：《青岛全接触》、《智斗地主》、《超级英雄》
都市频道：《都市直通车》、《青岛体育报道》、《青岛体育风》、《财经广角》、《一见钟情》、《都市文化》、《青岛老有才了》

## 播出语言
目前，青岛市广播电视台旗下各频道除部分节目与自社广告部门制作的，供电台播出的商业广告使用青岛话、英语、韩语播出外，所有节目及广告（大部分电视商业广告及中央台、山东台和大部分青岛广电制作的公益广告）均使用普通话播出。目前全台已知播出的外语新闻节目有：
英语新闻（English News，前称Qingdao News，青岛广电新闻中心制作，在新闻综合频道播出），1995年6月开播，目前主持为王鑫。此节新闻在2022年12月25日播出最后一期。
韩语新闻（우리말뉴스，前称《韩语播报 우리말방송》，青岛广电新闻中心制作，在新闻综合频道播出），1997年1月开播，目前主持为韩永浩。此节新闻在2020年6月28日播出最后一期。
城阳韩语新闻（청양뉴스，为《城阳新闻》的韩语版，由青岛广电城阳分台新闻部制作，在QTV-城阳频道和爱车940播出）
现时除《城阳韩语新闻》外，其他外语节目均停止播出。
此外，在十九大之前，青岛广电及其城阳分台也会在其旗下频道（包括青岛综合广播、城阳综合广播·爱车940和QTV-城阳）部分时段播放一些外语节目（以综合类及访谈类为主）及韩语公益广告，十九大之后，一些节目制作和播出频率逐渐减少，但仍然保留部分节目制作和播出。